# Maltepe, Zeytinburnu
Maltepe là một xã thuộc huyện Zeytinburnu, tỉnh Istanbul, Thổ Nhĩ Kỳ.